# 線審
線審（せんしん、英: line-, assistant-; -umpire, -referee, -judge） は、球技における審判員の種類のひとつ。主として競技場に引かれた線（ライン）と、ボールとの位置関係を判定する役割を担う。

## 野球における線審
6人審判制においてライトとレフトに各1名配置される審判員を線審または外審 (英: outfield umpires)と呼ぶ。なお、現在では外審の呼び方が一般的である。

## サッカーにおける線審
サッカーで両方のタッチライン際に配置される審判員はかつて線審 (linesman) と呼ばれていたが、その権限が拡大したこと、また女性審判の登場で "man" の呼称がふさわしくないとの意見もあり（後に女性の線審を意味する「ラインズウーマン (lineswoman)」、男女を区別しない「ラインズパーソン (linesperson)」という用語が一時的に使用された。）、1996年に国際サッカー連盟が副審 (英: assistant referee, アシスタント・レフリー) と呼称を変更した。

## テニスにおける線審
テニスにおける線審は複数名配置されており、ライン毎で判定を主審に伝える役割を担っている（英: line umpires）。なお、線審の人数は大会毎に異なり、ウィンブルドン選手権では最大9人配置される。また、一部のハードコートや芝コートの大会では、「ホークアイ・ライブ」と呼ばれるシステムを利用して線審を配置しない試合が2020年以降に実施されている。

## バレーボールにおける線審
バレーボールにおける線審は4名配置されている（英: line judges）。コートの4角（左側サイドラインの真後方、エンドライン右側の真後方にそれぞれ2名ずつ）で、統一された色（赤もしくは黄色）の旗を持っている。